# Lennart Ekdahl
Lars Gerhard Lennart Ekdahl (* 8. Dezember 1912 in Nacka; † 15. September 2005 in Saltsjöbaden) war ein schwedischer Segler.

## Erfolge
Lennart Ekdahl, der für den Kungliga Svenska Segelsällskapet segelte, nahm in der 6-Meter-Klasse an den Olympischen Spielen 1936 in Berlin teil. Dabei segelte er unter Sven Salén auf der May Be und erzielte mit unter anderem zwei Siegen in sieben Wettfahrten 62 Gesamtpunkte. Die May Be, deren übrige Besatzung aus Torsten Lord, Martin Hindorff und Dagmar Salén bestand, schloss die im Olympiahafen Düsternbrook in Kiel stattfindende Regatta somit auf dem dritten Platz hinter Großbritannien und Norwegen ab und gewann die Bronzemedaille.